# Cadel Evans Great Ocean Road Race Women 2016
La 2e édition de la Cadel Evans Great Ocean Road Race a eu lieu le 30 janvier 2016. Elle fait partie du calendrier UCI en catégorie 1.2. La course est remportée par Amanda Spratt.

## Récit de course
La première heure de course est marquée par de nombreuses attaques. Néanmoins, les équipes Orica-AIS et Wiggle High5 maintiennent le peloton groupé. Au kilomètre cinquante, Jessica Allen attaque et est rejointe par Taryn Heather. Leur avance culmine à une minute trente. Orica-AIS provoque le regroupement général à trente kilomètres de l'arrivée. Rachel Neylan attaque ensuite avec Chloe Hosking, mais les deux coureuses sont reprises. Sur le circuit final, Amanda Spratt accélère et a douze secondes d'avance à neuf kilomètres du but. Derrière, Danielle King tente de rejoindre l'Australie, mais elle est marquée par Rachel Neylan. Amanda Spratt s'impose. Rachel Neylan devance au sprint Danielle King.

## Classements

### Classement final
| \| Classement général \| Classement général \| Classement général \| Classement général \| Classement général \| \| Coureur \| Coureur \| Pays \| Équipe \| Temps \| \| ------------------ \| ------------------ \| ------------------ \| ------------------ \| ------------------ \| \| 1re \| Amanda Spratt \| Australie \| Orica-AIS \| 2 h 58 min 45 s \| \| 2e \| Rachel Neylan \| Australie \| Orica-AIS \| + 49 s \| \| 3e \| Danielle King \| Royaume-Uni \| Wiggle High5 \| + 49 s \| \| 4e \| Chloe Hosking \| Australie \| Wiggle High5 \| + 1 min 03 s \| \| 5e \| Lauren Kitchen \| Australie \| Hitec Products \| + 1 min 03 s \| \| 6e \| Tiffany Cromwell \| Australie \| Canyon-SRAM Racing \| + 1 min 03 s \| \| 7e \| Tayler Wiles \| États-Unis \| Orica-AIS \| + 1 min 03 s \| \| 8e \| Ruth Corset \| Australie \| \| + 1 min 03 s \| \| 9e \| Miranda Griffiths \| Australie \| \| + 1 min 03 s \| \| 10e \| Peta Mullens \| Australie \| Wiggle High5 \| + 1 min 03 s \| |                   |             |                    |                 |
| |                   |             |                    |                 |
| Source : Cycling Quotient |                   |             |                    |                 |
| Classement général |                   |             |                    |                 |
| Coureur | Coureur           | Pays        | Équipe             | Temps           |
| 1re | Amanda Spratt     | Australie   | Orica-AIS          | 2 h 58 min 45 s |
| 2e | Rachel Neylan     | Australie   | Orica-AIS          | + 49 s          |
| 3e | Danielle King     | Royaume-Uni | Wiggle High5       | + 49 s          |
| 4e | Chloe Hosking     | Australie   | Wiggle High5       | + 1 min 03 s    |
| 5e | Lauren Kitchen    | Australie   | Hitec Products     | + 1 min 03 s    |
| 6e | Tiffany Cromwell  | Australie   | Canyon-SRAM Racing | + 1 min 03 s    |
| 7e | Tayler Wiles      | États-Unis  | Orica-AIS          | + 1 min 03 s    |
| 8e | Ruth Corset       | Australie   |                    | + 1 min 03 s    |
| 9e | Miranda Griffiths | Australie   |                    | + 1 min 03 s    |
| 10e | Peta Mullens      | Australie   | Wiggle High5       | + 1 min 03 s    |

Note : Certaines coureuses ci-dessus courent en fait avec des amateurs équipes locales.

### Barème des points UCI
| Position           | 1er | 2e | 3e | 4e | 5e | 6e | 7e | 8e | 9e | 10e |
| Classement général | 40  | 30 | 16 | 12 | 10 | 8  | 6  | 3  | 2  | 1   |